# Front Page News
Front Page News è l'ottavo album in studio del gruppo rock inglese Wishbone Ash, pubblicato nel 1977.

## Tracce
Side 1
1. Front Page News – 5:10
2. Midnight Dancer – 4:28
3. Goodbye Baby Hello Friend – 3:50
4. Surface to Air – 4:53
5. 714 – 3:20

Side 2
1. Come in from the Rain – 4:34
2. Right or Wrong – 2:51
3. Heart-Beat – 4:21
4. The Day I Found Your Love – 4:31
5. Diamond Jack – 4:23

## Formazione
- Andy Powell – chitarre, voce, mandolino
- Laurie Wisefield – chitarre, voce
- Martin Turner – basso, voce
- Steve Upton – batteria